# Парсветас
Парсве́тас (лит. Parsvėtas; устар. Персвета, Пресвета) — озеро в Утенском уезде на востоке Литвы. Располагается в северо-восточной части города Дукштас, в центральной части территории Дукштасского староства Игналинского района. Относится к бассейну Дисны.
Озеро имеет слегка изогнутую форму вытянутую в направлении северо-запад — юго-восток. Площадь озера составляет 0,874 км². Длина — 2,1 км, максимальная ширина — 0,7 км. Высота уреза воды над уровнем моря — 154,6 м. Площадь водосборного бассейна — 6,6 км². Протяжённость береговой линии — 4,8 км.
Мимо озера проходит шоссе 102 (Зарасай — Швенчёнис — Вильнюс) и железнодорожная линия Санкт-Петербург — Даугавпилс — Вильнюс — Варшава.